# مارتن غليسون
مارتن غليسون (بالإنجليزية: Martin Gleeson)‏ هو لاعب دوري الرغبي بريطاني، ولد في 25 مايو 1980 في ويغان في المملكة المتحدة.